# Juniorskie Mistrzostwa Ukrainy w piłce nożnej
Juniorskie Mistrzostwa Ukrainy w piłce nożnej (U-17) (ukr. Дитячо-юнацька футбольна ліга України (ДЮФЛУ), Dytiaczo-junaćka futbolna liha Ukrajiny (DJuFLU)) rozgrywane są od 1998 roku. Najpierw rozgrywki nazywane Juniorskie Mistrzostwa Ukrainy w piłce nożnej (U-17) (ukr. Юнацька першість України з футболу, Junaćka perszist' Ukrajiny z futbołu) i była zarządzana była przez Ukraiński Związek Piłki Nożnej, a kiedy 2 marca 2001 została założona DJuFL to została zmieniona nazwa na Dziecięco-Juniorska Futbolowa Liga Ukrainy (DJuFLU). Rozgrywki odbywają się spośród drużyn juniorskich (do 17 lat), reprezentujących dziecięco-juniorskie kluby sportowe Ukrainy.
Członkami ligi są:
- Dziecięco-Juniorskie Sportowe Zakłady Profesjonalnych Klubów Piłkarskich;
- College Olimpijskich Rezerw (UOR) (ukr. УОР);
- College Fizycznej Kultury (UFK) (ukr. УФК);
- Sportowe Dziecięco-Juniorskie Szkoły Olimpijskich Rezerw (SDJuSzOR) (ukr. СДЮШОР);
- Dziecięco-Juniorskie Sportowe Szkoły (DJuSSz) (ukr. ДЮСШ);
- Dziecięco-Juniorskie Futbolowe Kluby (DJuFK) (ukr. ДЮФК).

W rozgrywkach Juniorskich Mistrzostw Ukrainy uczestniczą drużyny 4 kategorii wiekowych (U-14, U-15, U-16, U-17) w Wyszczej Lidze oraz 2 kategorii wiekowych (U-15, U-17) w Perszej Lidze, które systemem jesień-wiosna rozgrywają swoje mecze w grupach podzielonych terytorialnie. Następnie w turnieju finałowych wyłaniają mistrza Ukrainy w swojej kategorii.
W sezonie 2009/10 drużyny podzielono na 4 grupy po 10 klubów w Wyszczej Lidze w każdej z czterech kategorii wiekowych oraz na 8 grup po 10 klubów w Perszej Lidze w każdej z dwóch kategorii wiekowych. W sezonie 2010/11 podział pozostał ten sam, dodatkowo po 1 drużynie dołączono do dwóch grup Perszej Ligi.

## Juniorskie Mistrzowie Ukrainy
Szczegółowe wyniki meczów są na oficjalnej stronie FFU.

### U-17
| Sezon   | Mistrz                                                                           | Wicemistrz                                           | III miejsce                                              |
| ------- | -------------------------------------------------------------------------------- | ---------------------------------------------------- | -------------------------------------------------------- |
| 1998/99 | Dynamo-1 Kijów                                                                   | Kremiń Krzemieńczuk                                  | UOR Donieck                                              |
| 1999/00 | Dynamo-1 Kijów                                                                   | Szachtar Donieck                                     | Krywbas Krzywy Róg                                       |
| 2000/01 | Dynamo Kijów                                                                     | Zmina-Obołoń Kijów                                   | UFK Dniepropetrowsk                                      |
| 2001/02 | RUFK-Stal Kijów                                                                  | Dnipromajn Dniepropetrowsk                           | Femida-Inter Łuck                                        |
| 2002/03 | Szachtar Donieck                                                                 | Dynamo Kijów                                         | Femida-Inter Łuck                                        |
| 2003/04 | Szachtar Donieck                                                                 | Metalist Charków                                     | Dynamo Kijów                                             |
| 2004/05 | Dynamo Kijów                                                                     | UFK Dniepropetrowsk                                  | Widradny Kijów                                           |
| 2005/06 | Dynamo Kijów                                                                     | Metalist Charków                                     | UFK Dniepropetrowsk                                      |
| 2006/07 | RWUFK Kijów                                                                      | Mołod'-DJuSSz Połtawa-Łubnie                         | DJuSSz-11 Czornomoreć Odessa                             |
| 2007/08 | Szachtar Donieck                                                                 | BRW-WIK Włodzimierz Wołyński                         | Czornomoreć Odessa                                       |
| 2008/09 | Dynamo Kijów                                                                     | Czornomoreć Odessa                                   | Szachtar Donieck                                         |
| 2009/10 | Dynamo Kijów Szachtar Donieck Inter Dniepropetrowsk BRW-WIK Włodzimierz Wołyński | RWUFK Kijów UFK Charków Metałurh Zaporoże Wołyń Łuck | Atłet Kijów Metałurh Donieck Czornomoreć Odessa UFK Lwów |

### U-16
| Sezon   | Mistrz                                                       | Wicemistrz                                                                  | III miejsce                                                           |
| ------- | ------------------------------------------------------------ | --------------------------------------------------------------------------- | --------------------------------------------------------------------- |
| 2001/02 | Szachtar Donieck                                             | Dnipromajn Dniepropetrowsk                                                  | Metalist Charków                                                      |
| 2002/03 | Łokomotyw Kijów                                              | RWUFK Kijów                                                                 | Dynamo Kijów                                                          |
| 2003/04 | Szachtar Donieck                                             | Atłant-Wahonobudiwnyk-Kremiń Krzemieńczuk                                   | Dynamo Kijów                                                          |
| 2004/05 | Dynamo Kijów                                                 | Krywbas Krzywy Róg                                                          | Zmina-Obołoń Kijów                                                    |
| 2005/06 | Dynamo Kijów                                                 | Szachtar Donieck                                                            | Wołyń Łuck                                                            |
| 2006/07 | Szachtar Donieck                                             | Czornomoreć Odessa                                                          | Dynamo Kijów                                                          |
| 2007/08 | Dynamo Kijów                                                 | BRW-WIK Włodzimierz Wołyński                                                | Sewastopol-SDJuSzOR-5                                                 |
| 2008/09 | Dynamo Kijów                                                 | Monolit Iljiczewsk                                                          | Karpaty Lwów                                                          |
| 2009/10 | Dynamo Kijów Metalist Charków Sewastopol-SDJuSzOR-5 UFK Lwów | RWUFK Kijów Szachtar Donieck Metałurh Zaporoże BRW-WIK Włodzimierz Wołyński | Arsenał Kijów Dnipro Dniepropetrowsk UFK Dniepropetrowsk Karpaty Lwów |

### U-15
| Sezon   | Mistrz                                                        | Wicemistrz                                                      | III miejsce                                                    |
| ------- | ------------------------------------------------------------- | --------------------------------------------------------------- | -------------------------------------------------------------- |
| 1998/99 | UOR Donieck                                                   | Szachtar Donieck                                                | Dynamo-1 Kijów                                                 |
| 1999/00 | Szachtar Donieck                                              | Dnipro-75 Dniepropetrowsk                                       | UFK-1 Dniepropetrowsk                                          |
| 2000/01 | Femida-Inter Łuck                                             | Dynamo Kijów                                                    | Czornomoreć Odessa                                             |
| 2001/02 | Łokomotyw Kijów                                               | Zmina-Obołoń Kijów                                              | Metalist Charków                                               |
| 2002/03 | Arsenał Kijów                                                 | Szachtar Donieck                                                | Łokomotyw Kijów                                                |
| 2003/04 | UFK Dniepropetrowsk                                           | Dynamo Kijów                                                    | Szachtar Donieck                                               |
| 2004/05 | Dynamo Kijów                                                  | Dnipro Dniepropetrowsk                                          | Krywbas Krzywy Róg                                             |
| 2005/06 | Metałurh Zaporoże                                             | Karpaty Lwów                                                    | RWUFK Kijów                                                    |
| 2006/07 | SDJuSzOR Mikołajów                                            | Dynamo Kijów                                                    | RWUFK Kijów                                                    |
| 2007/08 | Dnipro Dniepropetrowsk                                        | Dynamo Kijów                                                    | BRW-WIK Włodzimierz Wołyński                                   |
| 2008/09 | Metalist Charków                                              | Dynamo Kijów                                                    | UFK Lwów                                                       |
| 2009/10 | Dynamo Kijów Szachtar Donieck Czornomoreć Odessa Karpaty Lwów | RWUFK Kijów Metalist Charków Metałurh Zaporoże SDJuSzOR Użhorod | Kniaża Szczasływe Metałurh Donieck Krywbas Krzywy Róg UFK Lwów |

### U-14
| Sezon   | Mistrz                                                 | Wicemistrz                                                                    | III miejsce                                                                                 |
| ------- | ------------------------------------------------------ | ----------------------------------------------------------------------------- | ------------------------------------------------------------------------------------------- |
| 2001/02 | Szachtar Donieck                                       | Metalist Charków                                                              | Atłant-Kremez Krzemieńczuk                                                                  |
| 2002/03 | Femida-Inter Łuck                                      | Szachtar Donieck                                                              | Metałurh Zaporoże                                                                           |
| 2003/04 | Szachtar Donieck                                       | Wołyń Łuck                                                                    | Dynamo Kijów                                                                                |
| 2004/05 | Arsenał Kijów                                          | Czornomoreć Odessa                                                            | Zmina-Obołoń Kijów                                                                          |
| 2005/06 | Dynamo Kijów                                           | Widradny Kijów                                                                | Szachtar Donieck                                                                            |
| 2006/07 | BRW-WIK Włodzimierz Wołyński                           | Arsenał Kijów                                                                 | Szachtar Donieck                                                                            |
| 2007/08 | Dynamo Kijów                                           | Szachtar Donieck                                                              | DJuSSz-11 Czornomoreć Odessa                                                                |
| 2008/09 | Dynamo Kijów                                           | RWUFK Kijów                                                                   | Metalist Charków                                                                            |
| 2009/10 | RWUFK Kijów Szachtar Donieck Metałurh Zaporoże FK Lwów | Dynamo Kijów Metalist Charków Czornomoreć Odessa BRW-WIK Włodzimierz Wołyński | Zmina-Obołoń Kijów Olimpik-UOR Donieck DJuSSz-11 Czornomoreć Odessa Spartak Iwano-Frankowsk |